# البطولات الفرنسية 1953 (كرة مضرب)
قائمة البطولات الفرنسية لعام 1953 (المعروفة الآن باسم دورة رولان غاروس) :

## الكبار

### فردي رجال
كين روزوال هزم  فيكتور إيلياس سايكساس, النتيجة:6-3 6-4 1-6 6-2

### فردي سيدات
ماورين كونولي هزمت  دوريس هارت, النتيجة:6-2 6-4